# Exochus ostentatus
Exochus ostentatus är en stekelart som beskrevs av Davis 1897. Exochus ostentatus ingår i släktet Exochus och familjen brokparasitsteklar. Inga underarter finns listade i Catalogue of Life.